# Ngawang Lobsang Yeshe Tenpey Gyaltsen
Ngawang Lobsang Yeshe Tenpai Gyaltsen was een tulku en de vierde Reting rinpoche in Tibet. Hij was leraar in de klassieke geschriften van de negende pänchen lama Thubten Chökyi Nyima (1883-1937) tijdens diens jeugd.